# Parcha saflorovitá
Parcha saflorovitá (Rhaponticum carthamoides) je mohutná asijská léčivá rostlina, která svým vzhledem připomíná bodlák, ale je bez ostnů. Celá rostlina má léčivé vlastnosti a v lidové medicíně jižní Sibiře se používá již po staletí, její tonizující i léčebné účinky jsou hodnoceny jako podobné ženšenu.

## Výskyt

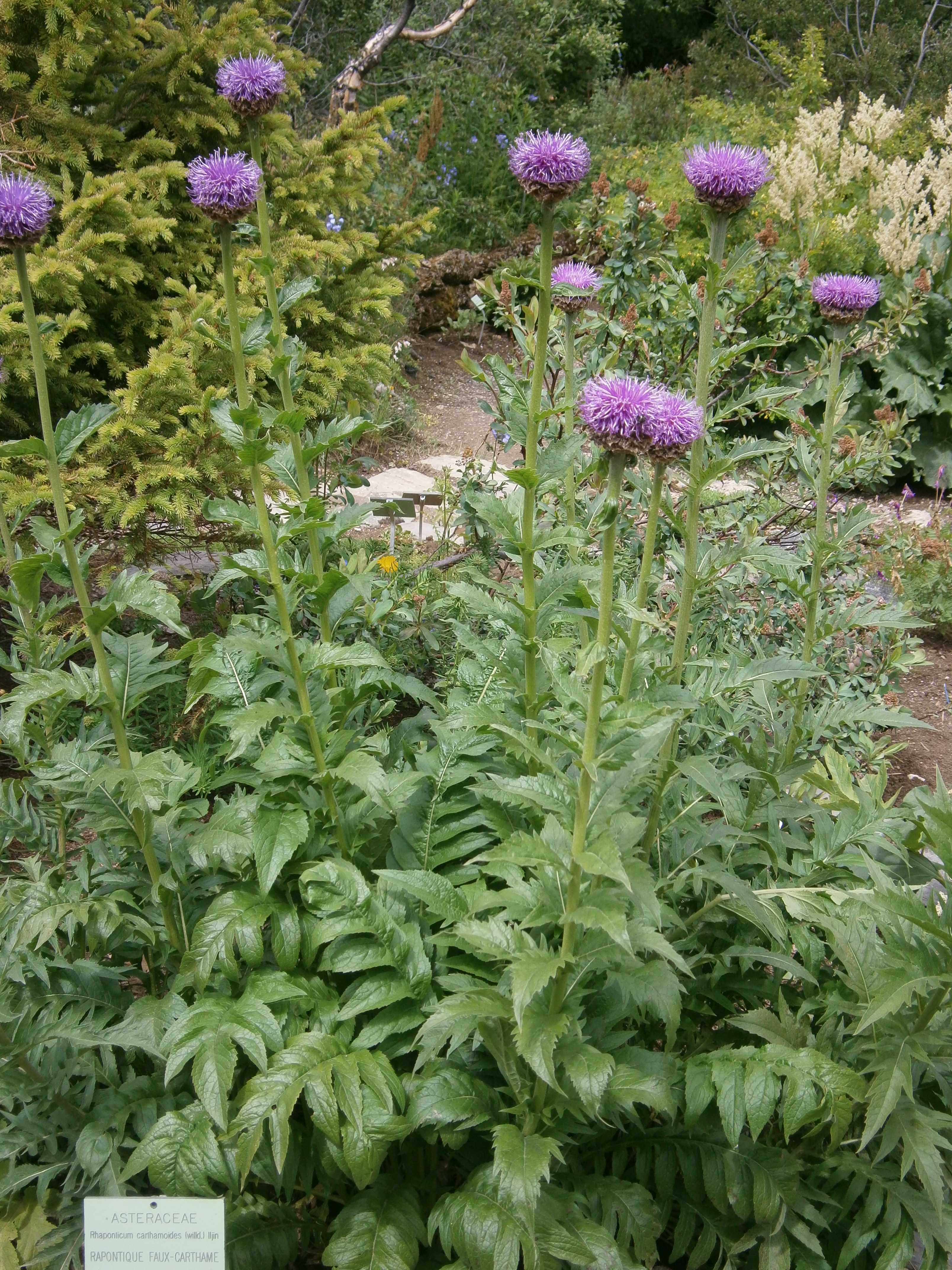
Habitus celé rostliny

Je endemit pocházející z jižní Sibiře (pohoří Altaj a Sajany) a přilehlého východního Kazachstánu a severního Mongolska. Roste tam na lesních pasekách nebo vysokohorských loukách (1200 až 2000 m n. m.), kde často vytváří souvislé dominantní porosty. Kromě těchto původních míst se zakládají plantáže v dalších částech Ruska a pokusně i v Evropě.

## Popis
Parcha saflorovitá je vytrvalá bylina s lodyhou vysokou 0,5 až 1,8 m která je přímá, asi 1 cm tlustá, nevětvená, mělce rýhovaná a obvykle řídce pavučinatě chlupatá. V prvém roce vytváří velkou listovou růžici ,z které teprve druhým rokem vyrůstá lodyha, jež porůstá střídavými sytě zelenými listy částečně pavučinatými. Spodní jsou řapíkaté, jejich čepele dlouhé 12 až 30 cm jsou kopinaté, hluboce zpeřené (s pěti až osmi páry segmentů), po okraji pilovité a na vrcholu tupě špičaté. Hořejší listy, směrem vzhůru se zmenšující, jsou přisedlé, kopinaté, peřenosečné (se třemi nebo čtyřmi páry segmentů) nebo celistvé a po obvodě zubaté. Kořen parchy saflorovité je krátký, vodorovně větvený, dřevnatějící, má tmavě hnědou barvu a specifickou vůni.
Květenstvím je kulovitý úbor mající 4 až 8 cm v průměru. Na jeho květním lůžku vyrůstají světle fialové trubkovité kvítky. Každý má pět tyčinek a jednu čnělku s dvouklanou bliznou. Zákrov je tvořen 10 až 12 řadami úzce vejčitých, hnědých, štětinatých listenů, které jsou nahoře purpurově červené. Parcha saflorovitá obvykle rozkvétá v červenci až srpnu, je opylována létajícím hmyzem a považována za velmi dobrou medonosnou rostlinou.
Plodem je elipsoidní, žebernatá, hnědavě šedá nažka dlouhá asi 7 mm a široká 3 mm s dvouřadým žlutavým chmýrem. V květenství jich je 180 až 280.

## Ekologie
Rostlina není na podnebí náročná, zcela jí vyhovují středoevropské podmínky včetně suchých mrazů. Pro zdárný růst vyžaduje slunné místo s vlhkou, ale propustnou půdou, která nesmí být trvale zamokřená a musí obsahovat dostatek živin. Jako víceletá rostlina vydrží na stanovišti až deset let. Nemá žádných škůdců ani nemocí, pouze za dlouhotrvajícího deště při kvetení dochází k zahnívání květního lůžka.

## Význam
Léčivé látky jsou obsaženy v kořenu, listech, květním lůžku i v semenech. Obsahují hlavně tonizující látky posilující centrální nervovou soustavu a zvyšují psychické i fyzické síly. Vyrábějí se z nich léčivé tinktury (výluhy z kořenů) a čaje (sušené listy) které jsou ke koupi i České republice. Podrobný seznam léčivých látek a farmakologický vliv na lidský organizmus je popsán v.

## Pěstování
Obvykle se rozmnožuje semeny která mají dobrou klíčivost. Semena vzcházejí brzy z jara, v prvém roce se vytvoří růžice listů dorůstající do výše 0,5 m a na krátké lodyze naroste jen několik listů. V druhém roce doroste lodyha do výšky až 1,5 m a průměrně desetina rostlin vykvete. Ve třetím roce již kvetou téměř všechny.
Pro farmaceutické využití se nadzemní hmota sklízí v době kvetení, z 1 ha se sklidí asi 40 až 50 tun zelené hmoty. Nať je také vysoce kvalitním krmivem pro dobytek a tehdy se sklízí dvakrát ročně. Třetím rokem na podzim nebo čtvrtým rokem na jaře se vyorají kořeny a při teplotě 40 °C se usuší na obsah vody do 13 %, průměrně se jich sklidí 2 až 3 tuny z 1 ha.